# Liste der Auslandsvertretungen Sri Lankas

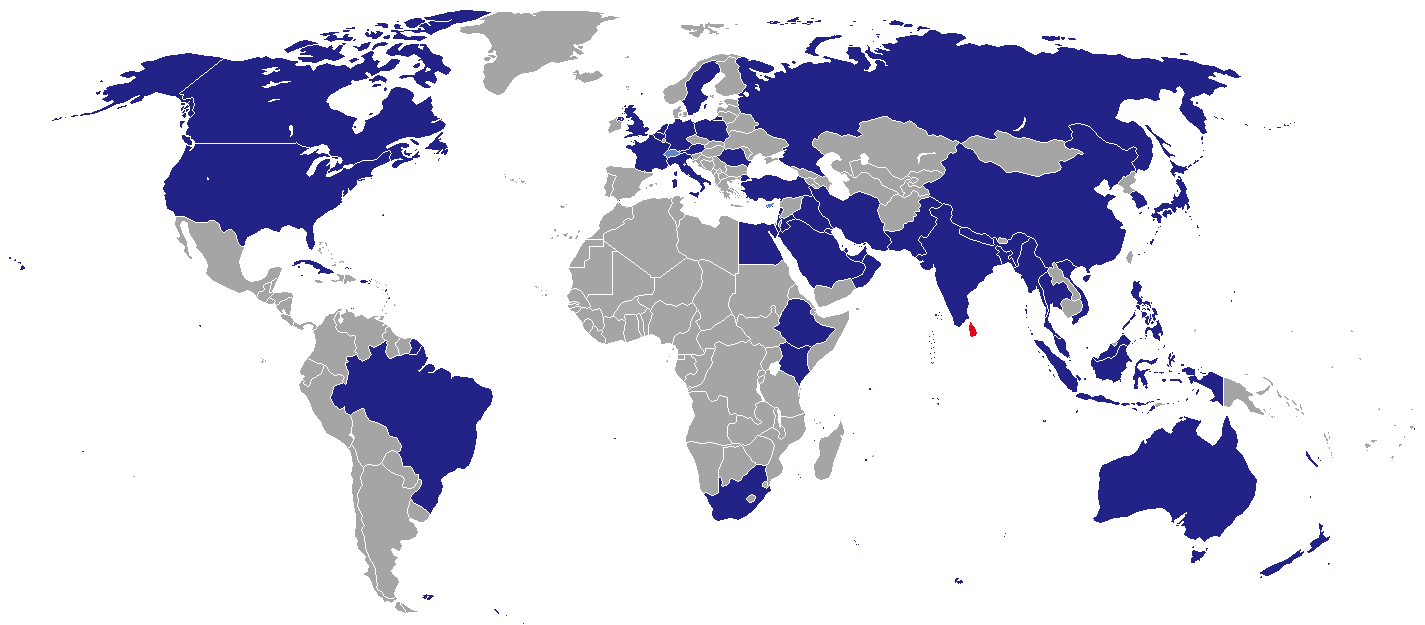
Standorte der diplomatischen Vertretungen Sri Lankas

Dies ist eine Liste der diplomatischen und konsularischen Vertretungen Sri Lankas.

## Diplomatische und konsularische Vertretungen

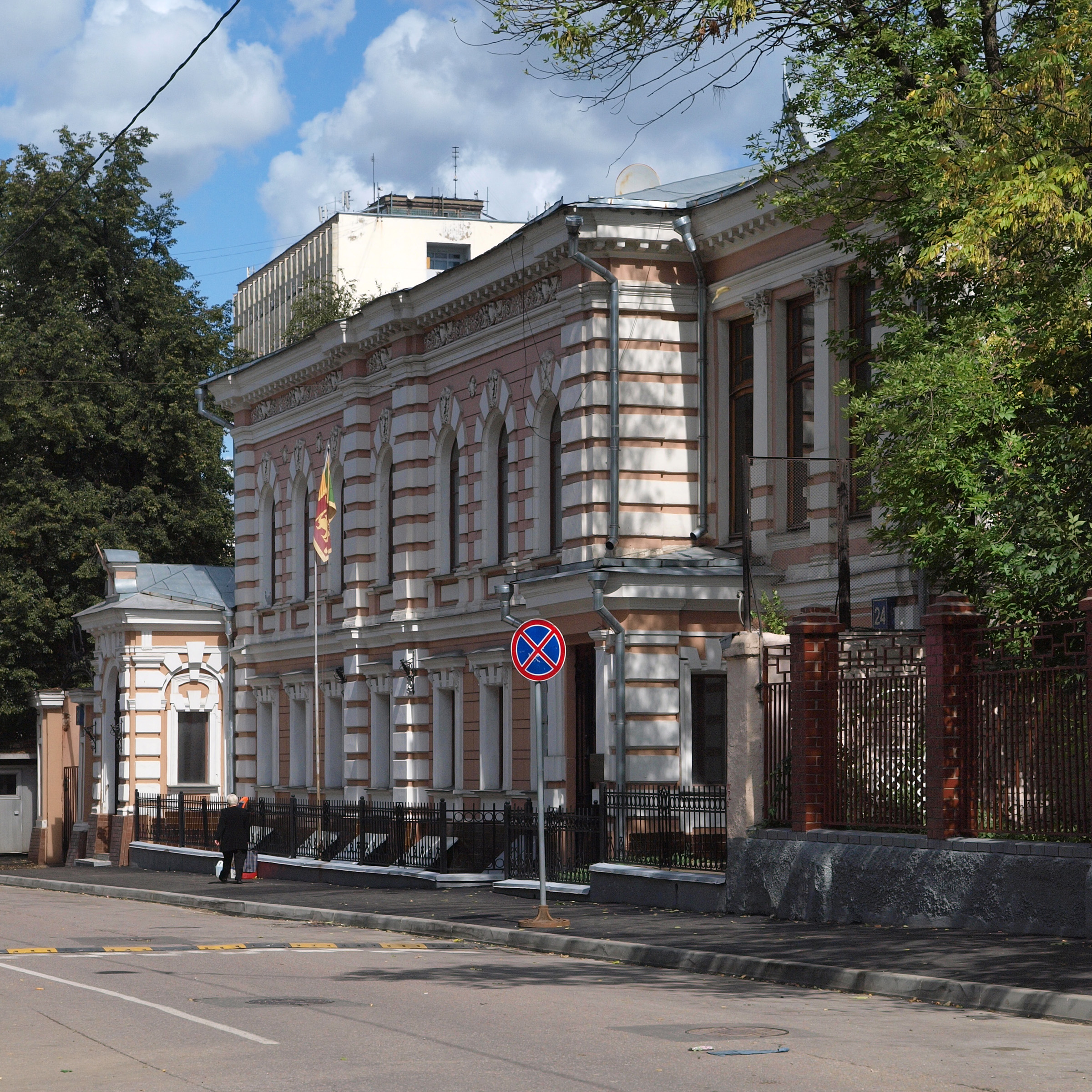
Sri-lankische Botschaft in Moskau

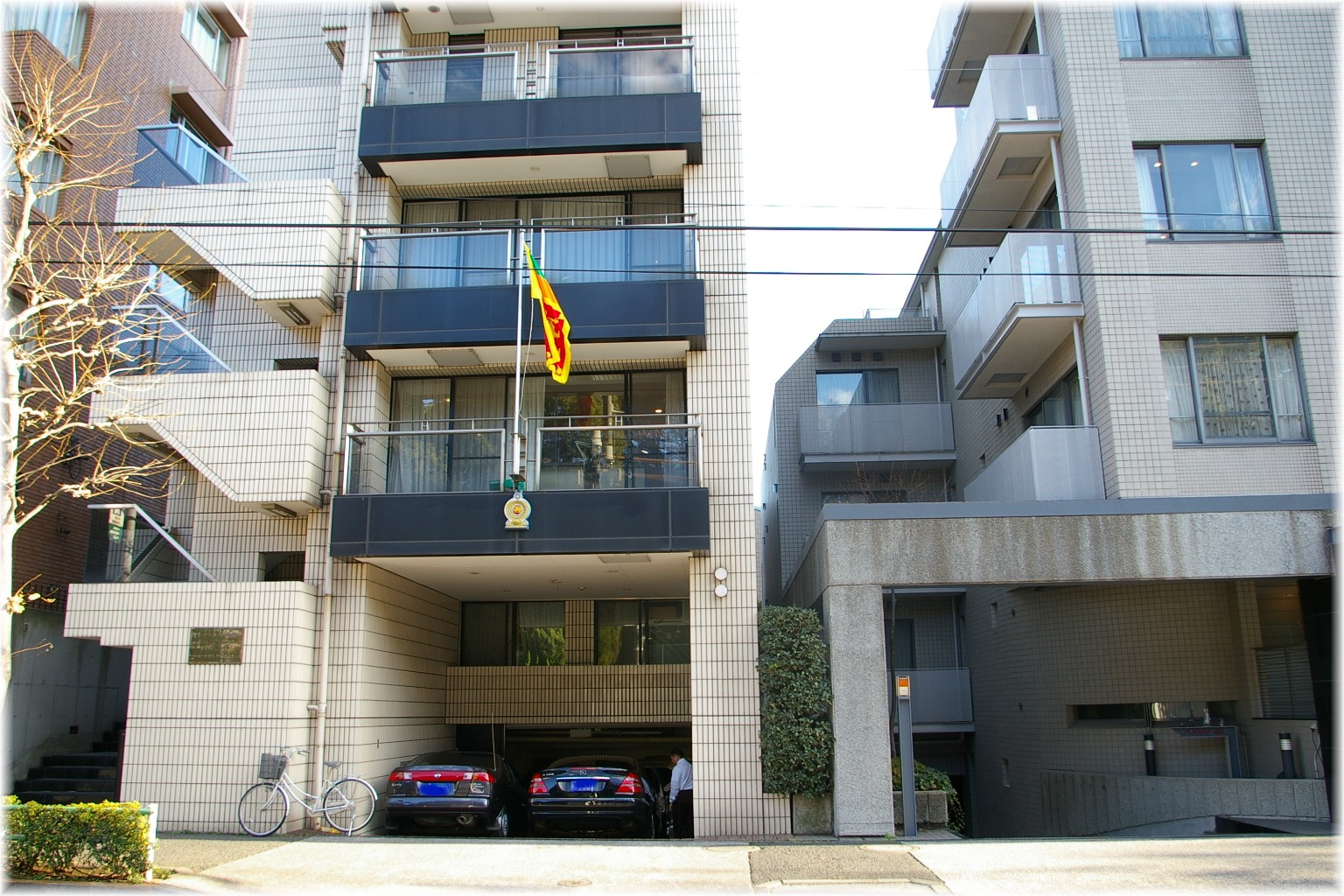
Sri-lankische Botschaft in Tokyo

### Afrika
| - Ägypten: Kairo, Botschaft - Kenia: Nairobi, Hohe Kommission - Libyen: Tripolis, Botschaft - Nigeria: Abuja, Hohe Kommission | - Seychellen: Victoria, Hohe Kommission - Südafrika: Pretoria, Hohe Kommission - Uganda: Kampala, Hohe Kommission |

### Amerika
| - Brasilien: Brasília, Botschaft - Kanada: Ottawa, Hohe Kommission - Kanada: Toronto, Generalkonsulat | - Kuba: Havanna, Botschaft - Vereinigte Staaten: Washington, D.C., Botschaft - Vereinigte Staaten: Los Angeles, Generalkonsulat |

### Asien
| - Bahrain: Manama, Botschaft - Bangladesch: Dhaka, Hohe Kommission - Volksrepublik China: Peking, Botschaft - Volksrepublik China: Chengdu, Generalkonsulat - Volksrepublik China: Guangzhou, Generalkonsulat - Volksrepublik China: Shanghai, Generalkonsulat - Indien: Neu-Delhi, Hohe Kommission - Indien: Chennai, Generalkonsulat - Indien: Mumbai, Generalkonsulat - Indonesien: Jakarta, Botschaft - Irak: Bagdad, Botschaft - Iran: Teheran, Botschaft - Israel: Tel Aviv, Botschaft - Japan: Tokyo, Botschaft - Jordanien: Amman, Botschaft - Katar: Doha, Botschaft - Kuwait: Kuwait, Botschaft - Libanon: Beirut, Botschaft | - Malaysia: Kuala Lumpur, Hohe Kommission - Malediven: Malé, Hohe Kommission - Myanmar: Rangun, Botschaft - Nepal: Kathmandu, Botschaft - Oman: Maskat, Botschaft - Pakistan: Islamabad, Hohe Kommission - Pakistan: Karatschi, Generalkonsulat - Palestina: Ramallah, Vertretung - Philippinen: Manila, Botschaft - Saudi-Arabien: Riad, Botschaft - Saudi-Arabien: Dschidda, Generalkonsulat - Singapur: Singapur, Hohe Kommission - Südkorea: Seoul, Botschaft - Thailand: Bangkok, Botschaft - Vereinigte Arabische Emirate: Abu Dhabi, Botschaft - Vereinigte Arabische Emirate: Dubai, Generalkonsulat - Vietnam: Hanoi, Botschaft |

### Australien und Ozeanien
| - Australien: Canberra, Hohe Kommission - Australien: Melbourne, Generalkonsulat | - Australien: Sydney, Generalkonsulat |

### Europa
| - Belgien: Brüssel, Botschaft - Deutschland: Berlin, Botschaft - Deutschland: Frankfurt, Konsulat - Frankreich: Paris, Botschaft - Italien: Rom, Botschaft - Niederlande: Den Haag, Botschaft | - Norwegen: Oslo, Botschaft - Österreich: Wien, Botschaft - Polen: Warschau, Botschaft - Russland: Moskau, Botschaft - Schweden: Stockholm, Botschaft - Vereinigtes Königreich: London, Hohe Kommission |

## Vertretungen bei internationalen Organisationen
- Vereinte Nationen: New York, Ständige Mission
- Vereinte Nationen: Genf, Ständige Mission
- Vereinte Nationen: Wien, Ständige Mission